# لويس غيلبرت (لاعب كرة قدم أمريكية)
لويس غيلبرت (بالإنجليزية: Lewis Gilbert)‏ هو لاعب كرة قدم أمريكية أمريكي، ولد في 24 مايو 1956 في نيبلز في الولايات المتحدة.

## وصلات خارجية
- لويس غيلبرت على موقع مرجع كرة القدم المحترفة.كوم (الإنجليزية)